# Con đường xanh Tây Nguyên
Con đường xanh Tây Nguyên là tên của một dự án du lịch được Tổng cục Du lịch Việt Nam hoạch định. Dự án nhằm nối kết các điểm du lịch nổi tiếng của Tây Nguyên thành một sản phẩm du lịch độc đáo, thu hút du khách bởi tính thích khám phá và mạo hiểm của một tour du lịch sinh thái, nhất là với những người yêu thích thiên nhiên.
Con đường xanh Tây Nguyên có thể bắt đầu từ Đà Nẵng qua Kon Tum, Gia Lai, Đắk Lắk và kết thúc ở Đà Lạt (Lâm Đồng) nếu đi từ miền Trung. Còn nếu đến từ các tỉnh phía Nam, điểm bắt đầu sẽ là Thành phố Hồ Chí Minh và theo tuyến ngược lại.

## Các điểm dừng chân
Nếu khám phá "Con đường xanh Tây Nguyên" với điểm khởi đầu là thành phố Đà Nẵng thì du khách sẽ được đi trên "đường Hồ Chí Minh" mới mở giữa xanh thẳm núi rừng.
Tại Kon Tum, du khách sẽ được giới thiệu tham quan những khu rừng nguyên sinh hùng vĩ ở Tây Nguyên, như vườn quốc gia Chư Mô Ray huyện Sa Thầy, khu du lịch sinh thái quốc gia Măng Đen. Ở Kon Tum du khách sẽ có cơ hội tìm hiểu những nét văn hóa truyền thống của người Ba Na, Xơ Đăng... đặc biệt là Lễ đâm trâu của người Ba Na. Ở Kon Tum, du khách còn có thể ghé thăm một di tích lịch sử rất nổi tiếng trong thời kỳ chống Pháp và Mỹ là ngục Kon Tum và thăm lại các chiến trường xưa như Đắc Tô-Tân Cảnh và đặc biệt là đồi Charlie nổi tiếng qua bộ phim Đồi Thịt Băm. 
Tại Gia Lai, du khách được ngắm nhìn thác thủy điện và Hồ Ya Ly mênh mông giữa núi rừng Tây Nguyên, rồi đến biển Hồ T'Nưng một trong những hồ nước ngọt tự nhiên lớn ở Việt Nam.
"Con đường xanh Tây Nguyên" đến với Đắk Lắk qua đường 681 với điểm dừng chân đầu tiên là Hồ Ea Súp Thượng - công trình thủy lợi lớn thứ nhì Tây Nguyên, tháp chàm Yang Prong tháp chàm duy nhất trên Tây Nguyên. Điểm tiếp theo là trung tâm du lịch văn hóa - sinh thái Buôn Đôn, nơi được xem là quê hương của nghề thuần dưỡng voi rừng châu Á. Ở Buôn Ma Thuột du khách sẽ được giới thiệu rất nhiều về văn hóa cà phê ở ngay chính xứ sở được xem như một trong những thủ phủ cà phê của thế giới và cũng là Trung tâm kinh tế- chính trị - văn hóa của khu vực Tây Nguyên với những di tích lịch sử như Đình Lạc Giao, Chùa Khải Đoan, Biệt điện Bảo Đại, v.v...
Để đến với Đà Lạt – Lâm Đồng du khách có thể chọn hai con đường. Một là, sẽ được làm "vua" một lần ở khu biệt điện Bảo Đại ở trên đỉnh một quả đồi ven Hồ Lăk- hồ nước ngọt tự nhiên lớn nhất Việt Nam; hoặc tham dự lễ hội cồng chiêng của người M'nông trong men rượu cần ngây ngất một trong những thú ẩm thực của người Tây Nguyên. Hai là, đi Đắk Nông với các điểm dừng chân như thác Gia Long, thác Đray Sáp, thác Đray Nu - những ngọn thác nước đẹp nhất Tây Nguyên trên dòng Srêpốk hùng vĩ ranh giới hai tỉnh Đắk Lắk và Đắk Nông. Qua Đắk Nông bằng Quốc lộ 28, du khách sẽ đến với Đà Lạt - thành phố của ngàn hoa với những điểm tham quan hấp dẫn như thung lũng Tình Yêu, hồ Xuân Hương, Đồi thông hai mộ và Con đường xanh Tây Nguyên cũng được kết thúc ở chính thành phố mộng mơ này.